# 吉伦特河畔塔尔蒙
吉伦特河畔塔尔蒙（法語：Talmont-sur-Gironde，法語發音：[talmɔ̃ syʁ ʒiʁɔ̃d]）是法国滨海夏朗德省的一个市镇，属于桑特区。

## 地理
吉伦特河畔塔尔蒙（45°32'7"N, 0°54'29"W）面积4.44 平方千米，位于法国新阿基坦大区滨海夏朗德省，该省份为法国西部滨海省份，北起旺代省，西临大西洋，南至吉倫特省，东南接多爾多涅省，东北接德塞夫勒省接壤，东临夏朗德省。
与吉伦特河畔塔尔蒙接壤的市镇（或旧市镇、城区）包括：阿尔斯、巴尔藏、圣维维安德梅多克、塔莱。

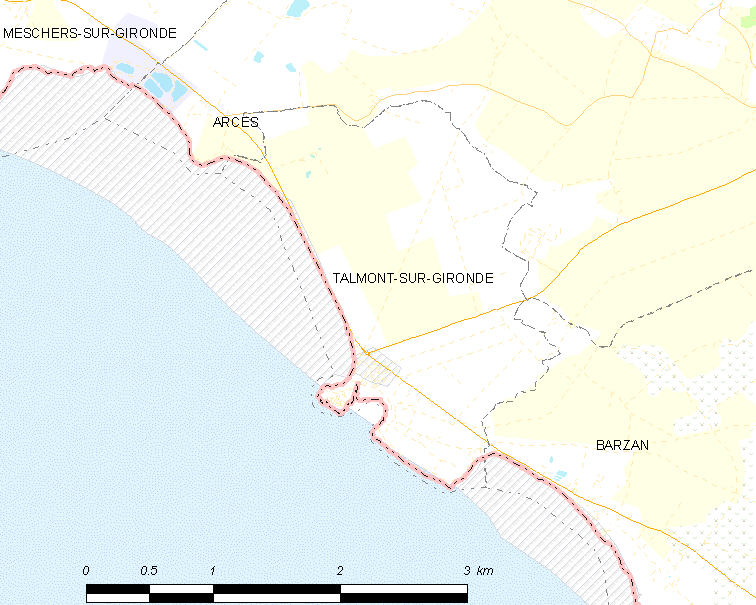
吉伦特河畔塔尔蒙的OSM定位图

吉伦特河畔塔尔蒙的时区为UTC+01:00、UTC+02:00（夏令时）。

## 行政
吉伦特河畔塔尔蒙的邮政编码为17120，INSEE市镇编码为17437。

## 政治
吉伦特河畔塔尔蒙所属的省级选区为桑通日-河口县。

## 人口

1962-2008年间吉伦特河畔塔尔蒙人口变化图示

吉伦特河畔塔尔蒙于2022年1月1日时的人口数量为83人。